# Syneora silicaria
Syneora silicaria là một loài bướm đêm trong họ Geometridae.